# Włosek

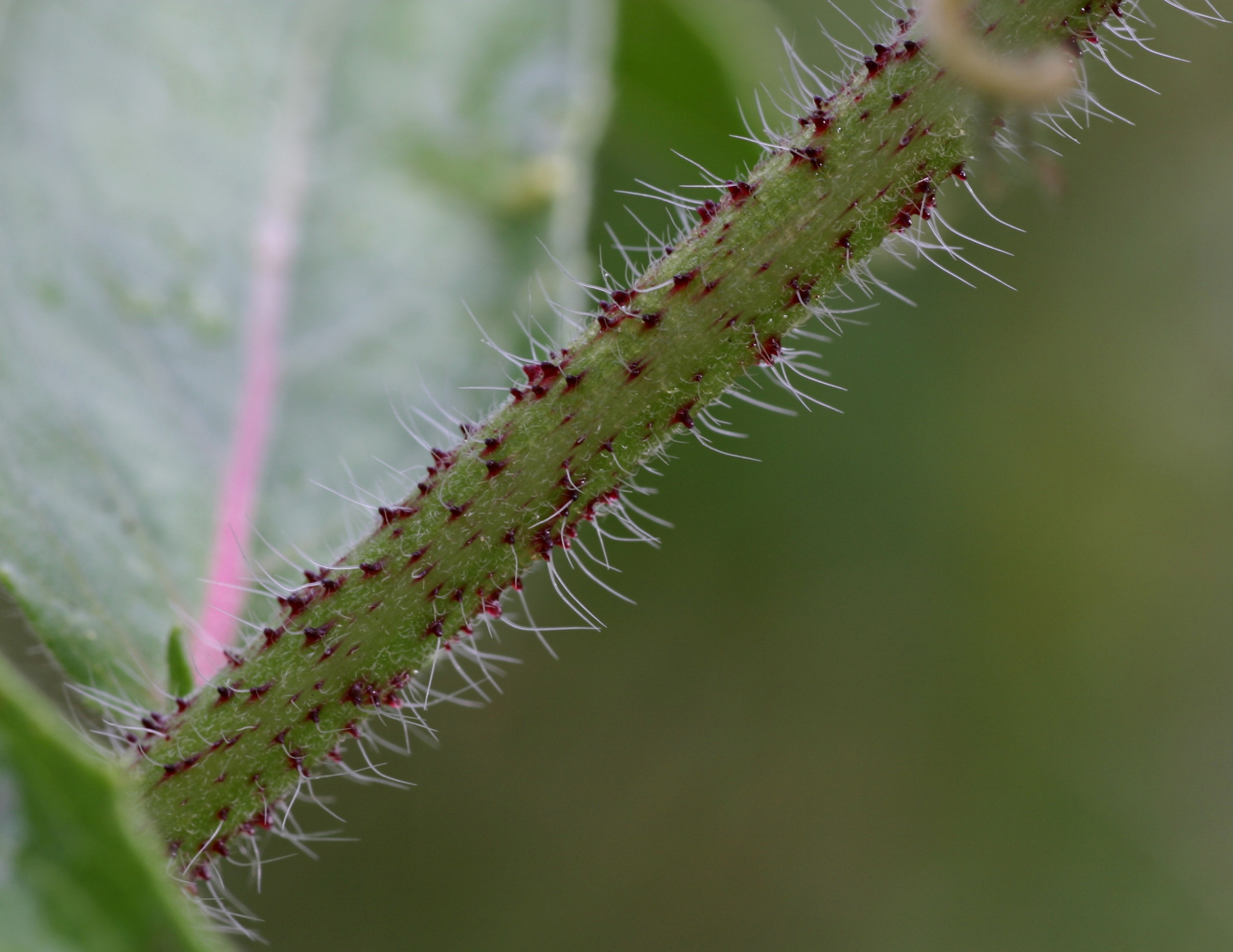
Włoski u Oenothera erythrosepala

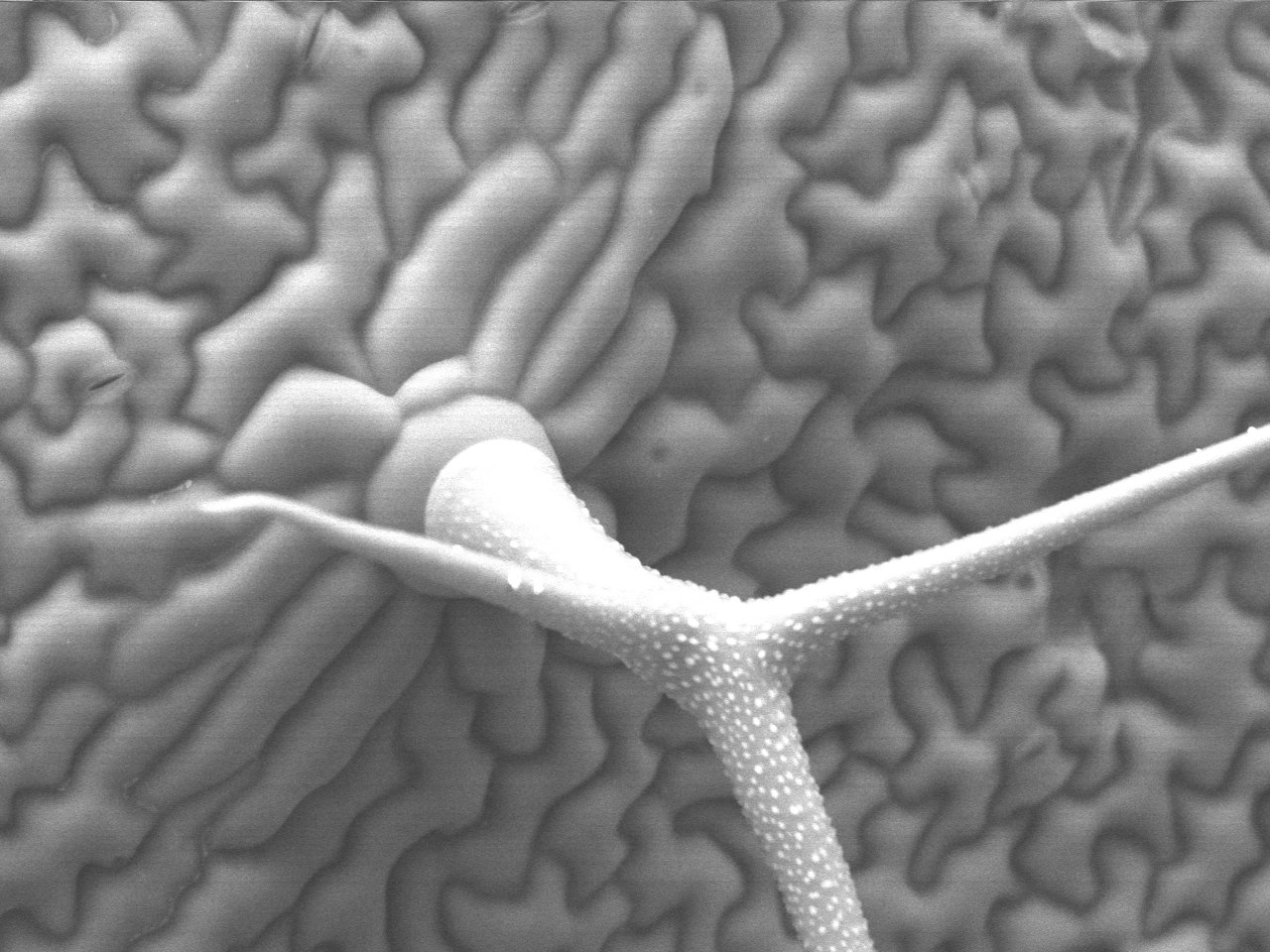
Gwiazdkowaty włosek w epidermie rzodkiewnika

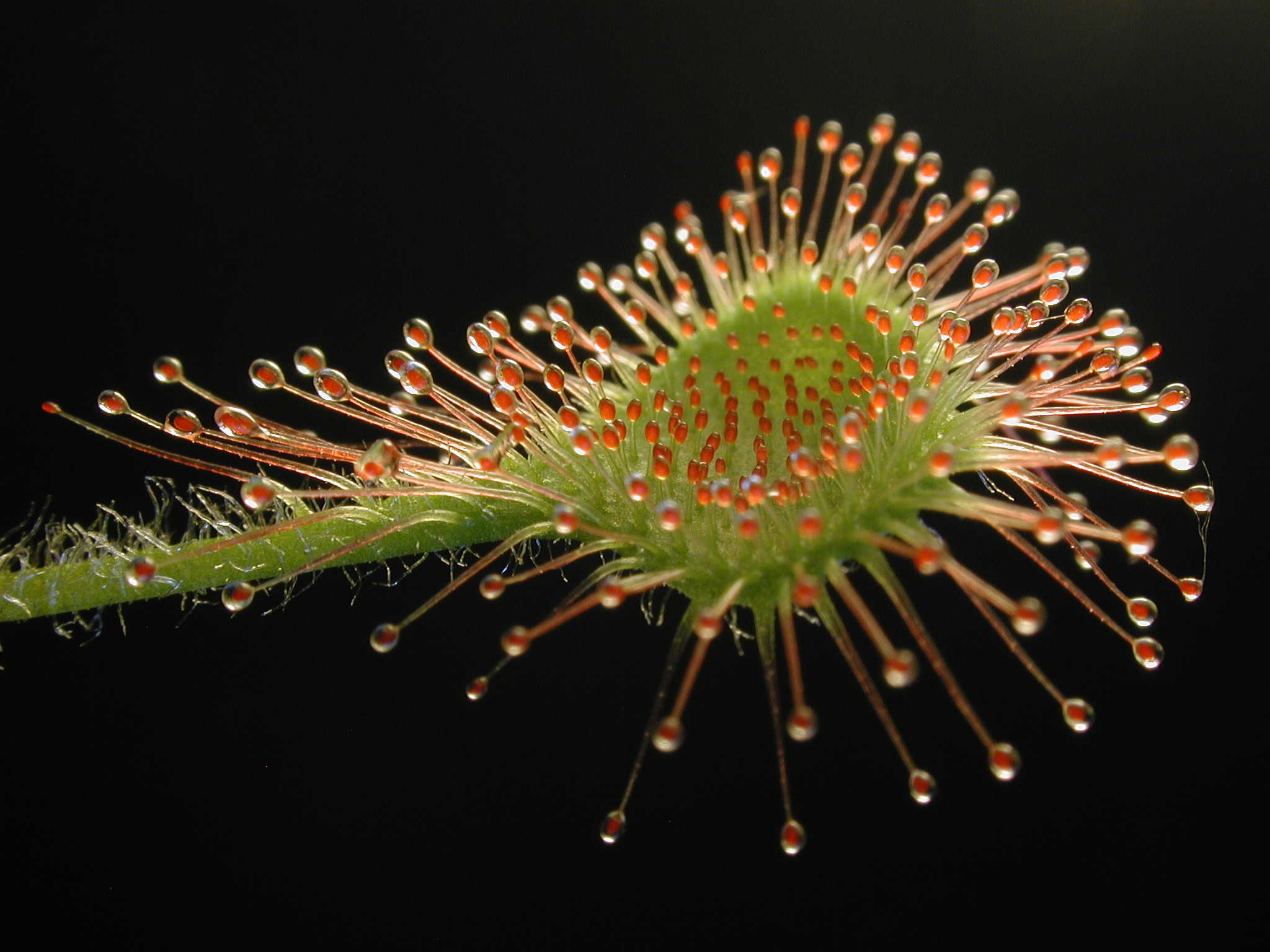
Włoski wydzielnicze u owadożernej rosiczki okrągłolistnej

Włoski, trichomy (łac. pilus) – jedno lub wielokomórkowe, żywe lub martwe wytwory skórki (epidermy) u roślin. Są zróżnicowane zarówno pod względem funkcji, jak i kształtu. Gęsta powłoka z włosków na powierzchni niektórych roślin nazywana jest kutnerem. Włoski są utrzymywane, albo przez cały okres życia rośliny (trichomy trwałe), albo tylko przez jakiś czas, po czym są zrzucane.

## Budowa i funkcje
Włoski mogą być zbudowane z jednej lub wielu komórek żywych lub martwych pokrytych kutyną. Występuje wiele stopni pośrednich między typowymi komórkami epidermy a włoskami. Podstawowym podziałem włosków jest podział na włoski zwykłe i wydzielnicze. 
Podstawową funkcją martwych włosków zwykłych jest zabezpieczanie roślin przed parowaniem i nagrzewaniem (martwe włoski zmniejszają transpirację, podczas gdy żywe – zwiększają powierzchnię parowania). Gęsty kutner jest charakterystyczną cechą kserofitów. Włoski zwykłe zawierają protoplast przez krótki czas. Po obumarciu tworzą srebrnobiałą powłokę na liściach i łodygach. Włoski zwykłe mogą również zapewniać przyczepność organom pnączy, tego typu włoski występują na przykład u chmielu. 
Włoski wydzielnicze są żywe przez dłuższy czas, a po obumarciu protoplastu zwykle się odłamują. Przykładem włosków wydzielniczych są włoski parzące, występują między innymi u pokrzywy. Wierzchołek takich włosków zakończony jest główką, która odłamuje się pod naciskiem, ostra szyjka wbija się w skórę i wstrzykuje substancję parzącą. Włoski wydzielnicze zwykle wytwarzają olejki eteryczne, ale mogą też wydzielać wodę (wypotniki), sole (np. u łobody), nektar, śluzy (np. u nasady liści szczawiu).
Włoski można podzielić, ze względu na ich budowę na:
- wydzielnicze lub gruczołowate – posiadają na końcu zgrubienie i wydzielają różnego rodzaju wydzieliny[7]:
  - typu Labiatae – zbudowane z 8 komórek wydzielniczych ułożonych poziomo, występują u jasnotowatych
  - typu Compositae – zbudowane z 6 do 8 komórek wydzielniczych ułożonych pionowo, występują u astrowatych
  - o tarczkowej główce
- włoski bezwydzielnicze[8]:
  - gwiaździste lub pęczkowate – na końcu rozgałęziają się na co najmniej 3 ramiona
  - biczowate – końcowa komórka jest wydłużona i zwężona na kształt „bicza”, np. podbiał lekarski
  - teowate – szczytowa komórka jest wydłużona i ułożona prostopadle do trzonka, np. włoski bylicy piołun
  - tarczowate – szerokie i płaskie, wyrastające na trzonku przyrośniętym na środku
  - haczykowate – zakończone jednym lub kilkoma zagiętymi haczykami, np. włoski czepne chmielu
  - łuskowate – mające kształt łusek, pełnią funkcje ochronne
  - parzące – zawierające drażniącą substancję (np. u pokrzywy)
  - pierzaste – o końcach rozgałęzionych pierzasto, gęsto występując, tworzą „filcową” powłokę – kutner (np. u szarotki alpejskiej lub dziewanny).

## Znaczenie
Morfologia włosków ma duże znaczenie przy oznaczaniu niektórych gatunków roślin (chociaż na jednej roślinie może występować wiele ich rodzajów). Budowa włosków odgrywa istotną rolę w klasyfikacji rodziny kapustowatych (krzyżowych) i trudziczkowatych, w obfitującym w gatunki rodzaju traganek i Vernonia.
W przemyśle tekstylnym duże znaczenie mają włoski pokrywające nasiona bawełny.